# Franco Cardinali
Franco Cardinali (Palerm, 23 de novembre de 1853 - Milà, 26 d'octubre de 1917) fou un tenor italià.
Franco Cardinali va cantar moltíssim al Gran Teatre del Liceu de Barcelona, tretze òperes entre 1888 i 1897. Va cantar Otello en l'estrena al Liceu el 19 de novembre de 1890 i ho va repetir en la temporada de primavera de 1891. Després va venir Francesco Tamagno (la temporada de primavera de 1892) que no va agradar, almenys no va agradar com Cardinali, i ja no va tornar més. Cardinali va tornar a cantar Otello a la temporada 1892-1893 en què va haver de fer dotze representacions. I després les edicions següents van ser sempre amb Franco Cardinali, considerat per la crítica com l'Otello del Liceu: temporades 1895-1896 (13 representacions), 1896-1897 i encara 1897-1898. En tres temporades seguides es va repetir Otello i sempre amb Cardinali.